# Andrea Lagunes

Andrea Lagunes Barrales (Cidade do México, 29 de outubro de 1992) é uma cantora, atriz, compositora, dançarina, produtora, diretora e modelo. Começou a trabalhar na televisão aos 4 anos de idade.

## Biografia
Com apenas três anos de idade Andrea entrou no Centro de Educación Artística da Televisa o (CEA), onde recebeu aulas de atuação e de dança durante 3 anos, com os quatro anos ela participou em 25 capítulos da telenovela María Isabel, atuando com os atores Adela Noriega e Fernando Carrillo, a telenovela foi uma produção da diretora Carla Estrada, Andrea participou depois de programas como Plaza Sésamo e ¿Qué nos pasa?. 
No ano de 1998 com cinco anos de idade Andrea teve sua primeira protagonista na telenovela infantil Gotita de amor, interpretando a filha da atriz Laura Flores, também gravou um disco com o mesmo nome da telenovela composto por 13 canções. Graças ao êxito da telenovela debutou no teatro na obra "Caperucita Roja y los Tres Cochinitos".
Com a telenovela Gotita de amor ela ecebeu o reconhecimento com o prêmio "El sol de oro", como melhor atriz infantil, o prêmio foi recebido pelo Círculo Nacional de Jornalistas da Cidade do México. Andrea recebeu esse prêmio em mãos no teatro "Chinode", nos estúdios da MGM, na cidade de Orlando, estado da Flórida nos Estados Unidos.
Para o ano de 1999 apareceu nas telenovelas Alma rebelde,no papel de Angelita, uma menina muda. Ela conta que teve muito trabalho com esse personagem, pois adora conversar. Neste mesmo ano, teve a oportunidade de gravar outro disco, titulado "Un chorro de amor", com a direção de Claudio Bermúdez ex integrante do Timbiriche e produzido por Tycon Music. Posteriormente em Mi destino eres tú, interpretando o papel de Ximena a irmãzinha da atriz Lucero .
Andrea tambiém fez comerciais em Caracas, na Venezuela, e apareceu em vários programas unitários como Furcio e Mujer, casos de la vida real. No ano de 2000 participou da telenovela Carita de ángel do produtor Nicandro Díaz González.
Em 2002 ela teve uma breve participação na telenovela ¡Vivan los niños!, interpretando  Miranda, uma menina malcriada e egoísta, que cresceu sem ter sua mãe ao seu lado. Também participou do programa “Gala Novela de Operación Triufo” com o elenco infantil da Televisa e tempo depois em um capítulo de La Familia Peluche.
Em 2007 atuou na peça teatral Ricitos de Oro.
Em março de 2008 Andrea atuou na peça teatral El Mago de Oz.

## Filmografia
| Filmes               | Filmes                                      | Filmes                                                         |
| Ano                  | Filmes                                      | Personagem                                                     |
| -------------------- | ------------------------------------------- | -------------------------------------------------------------- |
| 2015                 | Una Última y Nos Vamos                      | Azalea                                                         |
| Telenovelas e Séries |                                             |                                                                |
| Ano                  | Título                                      | Personagem                                                     |
| 2024                 | Papás por conveniencia                      |                                                                |
| 2011-2012            | Como dice el dicho (02 - Episódios)         | Paula Mariana                                                  |
| 2008-2013            | A Rosa dos Milagres (09 - Episódios)        | Gema Berenice Marissa Thalía Malena Rorra Glenda Silvana Lolis |
| 2002                 | Viva às Crianças! - Carrossel 2             | Miranda Gallardo Noriega                                       |
| 2001-2005            | Mulher, Casos da Vida Real (07 - Episódios) | Vários Personagens                                             |
| 2000                 | Mi destino eres tú                          | Ximena Rivadeneira Pimentel                                    |
| 2000                 | Carinha de Anjo                             | Irma Valadez Santos                                            |
| 1999                 | Alma rebelde                                | Angelita                                                       |
| 1999                 | Cuento de Navidad                           | Um Anjo                                                        |
| 1998                 | Gotinha de Amor                             | Isabel 'Belinha' Arredondo de Santiago                         |
| 1997                 | María Isabel                                | Gloria Mendiola (criança)                                      |
| Teatro               |                                             |                                                                |
| Ano                  | Título                                      | Personagem                                                     |
| 2008                 | Traición Mortal                             | -                                                              |
| 2008                 | El Mago de Oz                               | -                                                              |
| 2007                 | Ricitos de Oro                              | -                                                              |
| 1998                 | Caperucita Roja y los Tres Cochinitos       | -                                                              |

## Discografia
- Gotita de Amor (1997)
- Un Chorro de Amor (1999)